# Acetobacter
Acetobacter je rod aerobních bakterií ze skupiny Alphaproteobacteria. Získává energii oxidací alkoholu na kyselinu octovou. Acetobacter aceti je také význačným acidofilem.